# Määnamaa laht
Määnamaa laht ist eine Bucht in der Landgemeinde Saaremaa im Kreis Saare auf der größten estnischen Insel Saaremaa. Sie bildet den nördlichen Teil der Bucht Saastna laht.  Sie liegt im Naturschutzgebiet Kahtla-Kübassaare hoiuala. In der Bucht liegen die Inseln Kullikare und
Väike Lembrilaid.
Die Bucht ist 700 Meter breit und schneidet sich 820 Meter tief ins Land ein.